# پایگاه هوایی دروکس-لوویلیرس
فرودگاه درسدن (به انگلیسی: Dresden Airport) (به زبان بومی: Flughafen Dresden) یک فرودگاه همگانی مسافربری با کد یاتا DRS است که یک باند فرود بتن دارد و طول باند آن ۲۸۵۰ متر است. این فرودگاه در شهر درسدن کشور آلمان قرار دارد و در ارتفاع ۲۳۰ متری از سطح دریا واقع شده‌است.

## نگارخانه

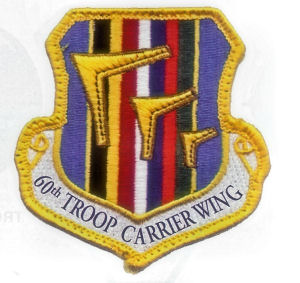
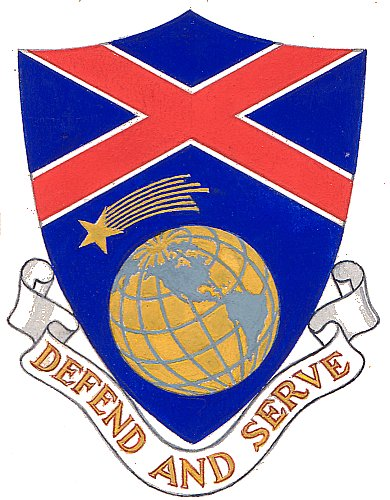
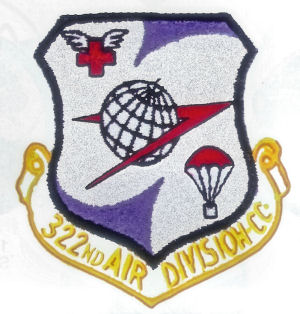